# 66e cérémonie des Directors Guild of America Awards
La 66e cérémonie des Directors Guild of America Awards (DGA Awards), décernés par la Directors Guild of America, a eu lieu le 25 janvier 2014, et a récompensé les réalisateurs du cinéma et de la télévision pour leur travail de l'année précédente,,.
Les nominations ont été annoncées les 7 et 13 janvier 2014.

## Palmarès

### Cinéma

#### Film
- Alfonso Cuarón pour Gravity
  - Paul Greengrass pour Capitaine Phillips (Captain Phillips)
  - Steve McQueen pour Twelve Years a Slave
  - David O. Russell pour American Bluff (American Hustle)
  - Martin Scorsese pour Le Loup de Wall Street (The Wolf of Wall Street)

#### Film documentaire
- Jehane Noujaim pour The Square (Al Midan)
  - Zachary Heinzerling pour Cutie and the Boxer
  - Joshua Oppenheimer pour The Act of Killing (Jagal)
  - Sarah Polley pour Stories We Tell
  - Lucy Walker pour The Crash Reel

### Télévision

#### Série télévisée dramatique
- Vince Gilligan pour Breaking Bad – Felina
  - Bryan Cranston pour Breaking Bad – Blood Money
  - David Fincher pour House of Cards – Chapter 1
  - Lesli Linka Glatter pour Homeland – The Star
  - David Nutter pour Game of Thrones – The Rains of Castamere

#### Série télévisée comique
- Beth McCarthy-Miller pour 30 Rock – Hogcock!/Last Lunch
  - Mark Cendrowski pour Les Sorciers de Waverly Place (The Big Bang Theory) – The Hofstadter Insufficiency
  - Bryan Cranston pour Modern Family – The Old Man & The Tree
  - Gail Mancuso pour Modern Family – My Hero
  - Anthony Rich pour Les Sorciers de Waverly Place (The Big Bang Theory) – The Love Spell Potential

#### Mini-série ou téléfilm
- Steven Soderbergh pour Ma vie avec Liberace (Behind the Candelabra)
  - Stephen Frears pour Muhammad Ali's Greatest Fight
  - David Mamet pour Phil Spector
  - Beth McCarthy-Miller (réalisateur) et Rob Ashford (en) (direction théâtrale) pour The Sound of Music Live!
  - Nelson McCormick pour Killing Kennedy

#### Variety/Talk/News/Sports – Regularly Scheduled Programming
- Don Roy King pour Saturday Night Live – Host: Justin Timberlake
  - Dave Diomedi pour Late Night with Jimmy Fallon' – Épisode #799
  - Andy Fisher pour Jimmy Kimmel Live – Épisode #13-1810
  - Jim Hoskinson pour The Colbert Report – Épisode #10004
  - Chuck O'Neil pour The Daily Show with Jon Stewart – Épisode #19018

#### Variety/Talk/News/Sports – Specials
- Glenn Weiss pour la 67e cérémonie des Tony Awards (67th Annual Tony Awards)
  - Louis C.K. pour Oh My God
  - Joel Gallen pour 2013 Rock and Roll Hall of Fame Induction Ceremony
  - Louis J. Horvitz pour la 55e cérémonie des Grammy Awards (The 55th Annual Grammy Awards)
  - Don Mischer pour la 85e cérémonie des Oscars (The 85th Annual Academy Awards)

#### Télé-réalité
- Neil P. DeGroot pour 72 Hours – The Lost Coast
  - Matthew Bartley pour The Biggest Loser – 1501
  - Paul Starkman pour Top Chef – Glacial Gourmand
  - J. Rupert Thompson pour The Hero – Teamwork
  - Bertram van Munster pour The Amazing Race – Beards in the Wind

#### Programme pour enfants
- Amy Schatz pour An Apology to Elephants
  - Stephen Herek pour Jinxed
  - Jeffrey Hornaday pour Teen Beach Movie
  - Jonathan Judge pour Swindle
  - Adam Weissman pour A.N.T. Farm, influANTces

#### Publicité
- Martin de Thurah pour Epoch Films ; The Man Who Couldn’t Slow Down ; Hennessy VS – Droga5 ; Human Race, Acura MDX 2014 – Mullen
  - Fredrik Bond pour MJZ (Sonny) ; Voyage (Heineken) ; Wieden + Kennedy, Amsterdam ; From The Future, (Johnny Walker) – BBH London
  - John X. Carey pour Tool (Paranoid) ; Real Beauty Sketches (Dove) ; Ogilvy & Mather (Sao Paulo)
  - Noam Murro pour Biscuit Filmworks Basketball (Guinness) ; Kids (DIRECTV – Grey NY)
  - Matthijs van Heijningen pour MJZPerfect Day, (Sony Playstation) ; BBH NY #Forty Eight, Verizon – McGarry Borren

### Prix spéciaux
- Robert B. Aldrich Service Award : Steven Soderbergh
- Frank Capra Achievement Award : Lee Blaine
- Franklin J. Schaffner Achievement Award : Vincent DeDario
- DGA Diversity Award : Shonda Rhimes et Betsy Beers